# پایگاه هوایی مصیره
پایگاه هوایی مصیره (به انگلیسی: Masirah Air Base) یک فرودگاه نظامی با کد یاتا MSH است که یک باند فرود آسفالت دارد و طول باند آن ۲۵۷۴ متر است. این فرودگاه در شهر مصیرة کشور عمان قرار دارد و در ارتفاع ۲۰ متری از سطح دریا واقع شده‌است.